# William Collier Sr.
Pour les articles homonymes, voir Collier (homonymie) et William Collier.
William Morenus, né le 12 novembre 1864 à New York (État de New York) et mort le 13 janvier 1944 à Beverly Hills (Californie), est un acteur, dramaturge et metteur en scène américain, connu sous le nom de scène de William Collier Sr. (ou William Collier ou « Willie » Collier).

## Biographie

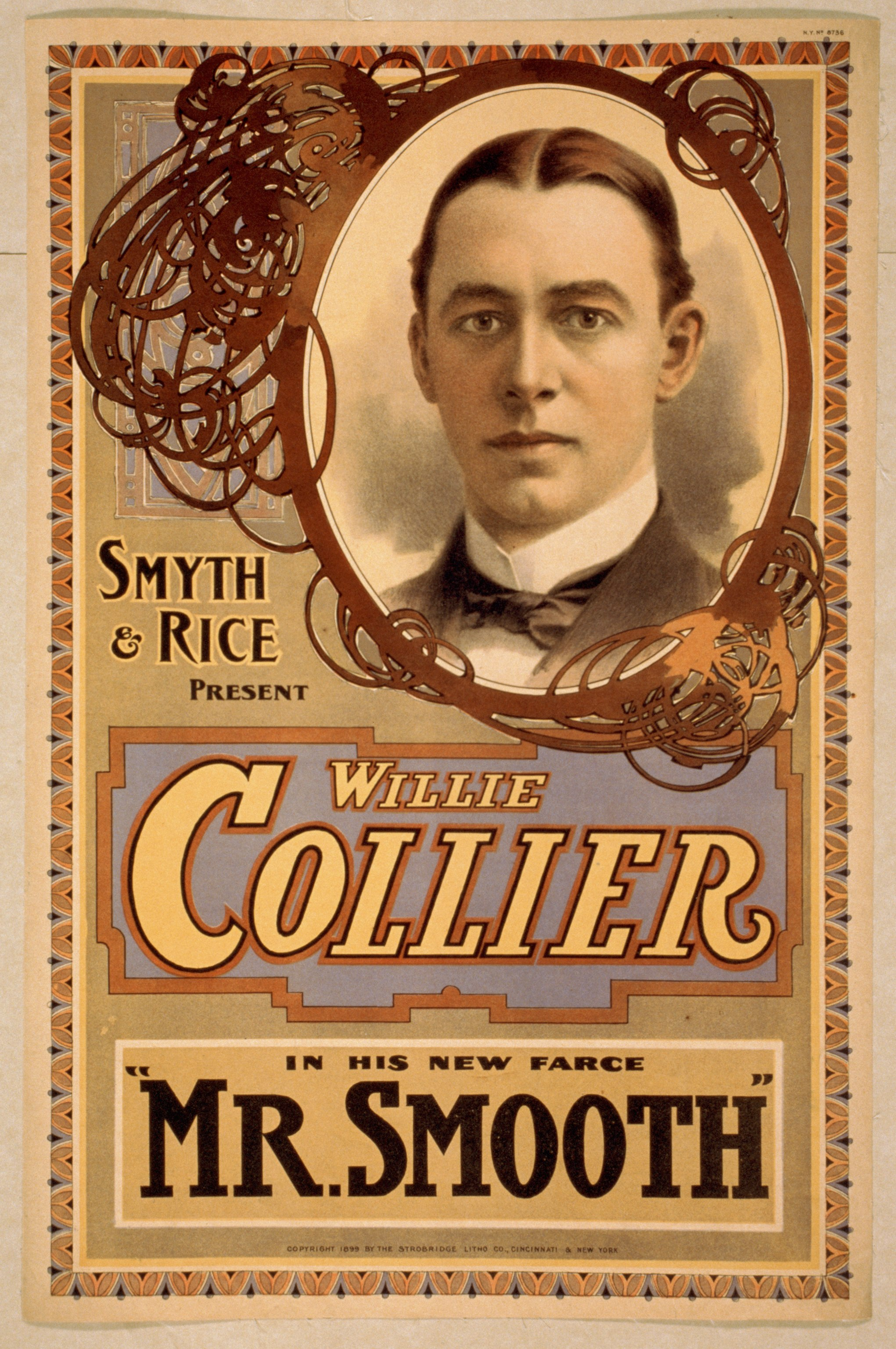
À Broadway en 1899, dans sa pièce Mr. Smooth

Très actif au théâtre (dès l'âge de 11 ans, en 1875, au sein de la troupe d'Eddie Foy), William Collier Sr. joue notamment à Broadway (New York) entre 1894 et 1927, dans des pièces, comédies musicales et revues. Toujours à Broadway, il est également dramaturge et metteur en scène.
Mentionnons la pièce Le Dictateur de Richard Harding Davis (acteur, 1904, avec John Barrymore et Lucile Watson), la revue Hello, Broadway! de George M. Cohan (acteur, 1914-1915, avec l'auteur et Peggy Wood), la pièce The Hottentot (coauteur et acteur, 1920, avec Frances Carson et Donald Meek), ainsi que la comédie musicale Tickle Me sur une musique d'Herbert Stothart (acteur et metteur en scène, 1920-1921).
Au cinéma, durant la période du muet, il contribue à six films américains (dont quatre courts métrages), depuis Fatty and the Broadway Stars de et avec Fatty Arbuckle (1915) jusqu'à The Servant Question (en) de Dell Henderson (1920), où il joue aux côtés de William Collier Jr., son fils adoptif (né Charles F. Gall Jr., 1902-1987).
Avec le passage au parlant, il apparaît dans trente-sept autres films américains, depuis Happy Days de Benjamin Stoloff (1929, avec Stuart Erwin et Janet Gaynor) jusqu'à Magie musicale (en) d'Andrew L. Stone (1941, avec Allan Jones et Susanna Foster). Entretemps, citons The Brat de John Ford (1931, avec Sally O'Neil et Alan Dinehart), Caïn et Mabel de Lloyd Bacon (1936, avec Marion Davies et Clark Gable), ou encore Chirurgiens de Frank Borzage (1939, avec Dorothy Lamour et Akim Tamiroff).
William Collier Sr. meurt à 79 ans, en 1944.

## Théâtre à Broadway (intégrale)

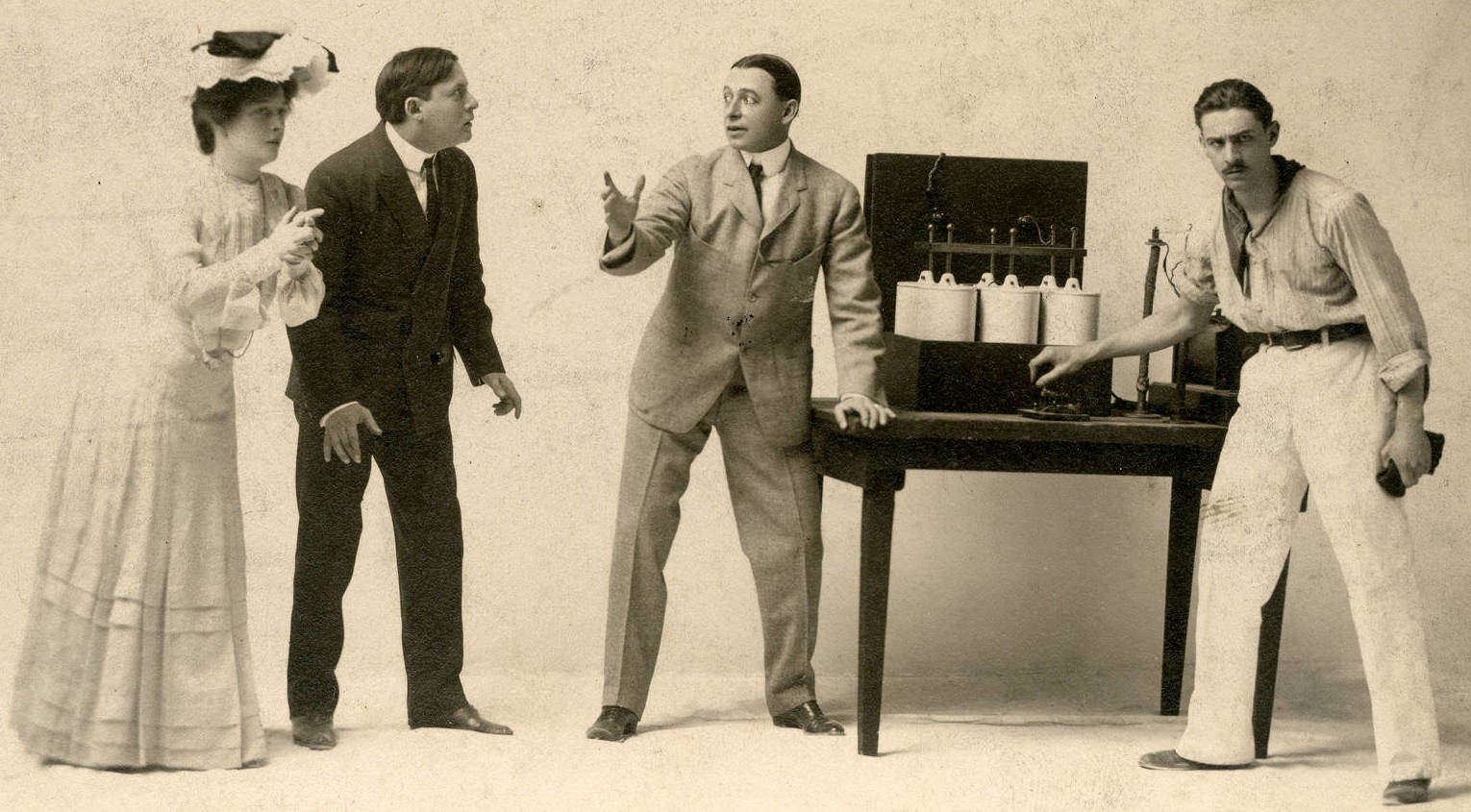
Au centre, avec John Barrymore à droite, dans une reprise à Seattle en 1905 de la pièce Le Dictateur (photo promotionnelle)

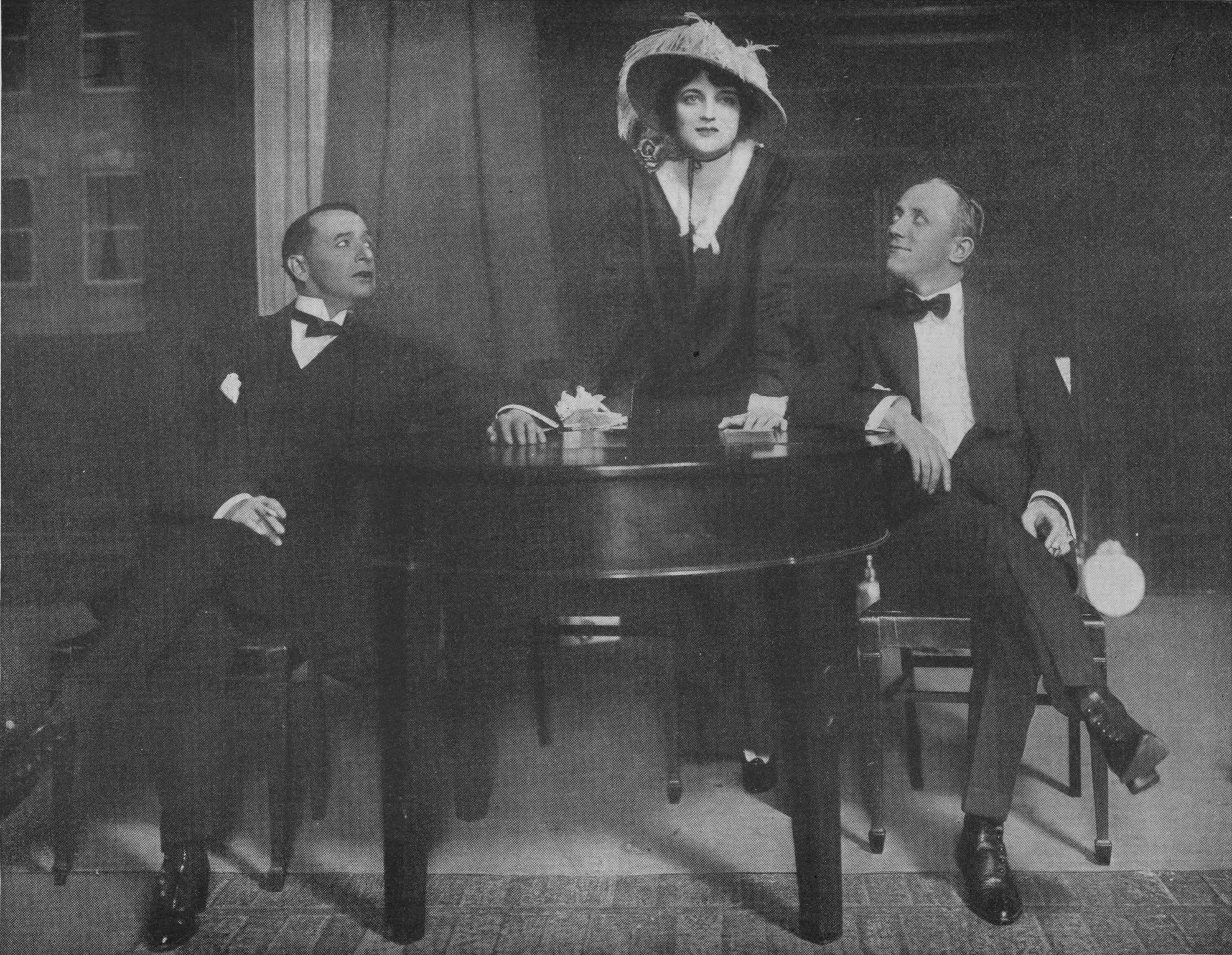
William Collier Sr., Peggy Wood et George M. Cohan (de g. à d.), à Broadway en 1915, dans la revue Hello, Broadway!

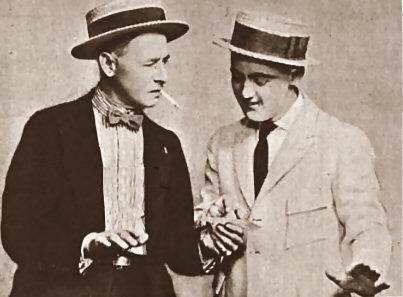
Avec Frank Tinney (à d.), à Broadway en 1920, dans la comédie musicale Tickle Me

(acteur, sauf mention contraire ou complémentaire)
- 1894 : A Back Number d'Edward E. Kidder : Benjamin Bennett / « Shiftless Ike »
- 1897 : Le Voyage d'agrément (The Man from Mexico) d'Edmond Gondinet et Alexandre Bisson, adaptation d'Henry A. DuSouchet : Benjamin Fitzhugh[1]
- 1899 : Mr. Smooth : Joe Patten (+ auteur)
- 1901-1902 : On the Quiet d'Augustus Thomas : Robert Ridgeway[2]
- 1902 : Le Diplomate (The Diplomat) de Jacob Litt : Nick Shortwick
- 1902 : Humming Birds and Onions, comédie musicale, musique de William T. Francis, lyrics et livret d'Edgar et Robert B. Smith : Lord Bummy
- 1902-1903 : Twirly Whirly, comédie musicale, musique de William T. Francis et John Stromberg, lyrics et livret d'Edgar et Robert B. Smith : Bob Upton
- 1902-1903 : The Stickiness of Gelatine, comédie musicale, musique et livret de William T. Francis, lyrics de Robert B. Smith : Vi Bumpson
- 1903 : The Big Little Princess, comédie musicale, musique de William T. Francis, lyrics et livret d'Edgar Smith : Erminegarter
- 1903 : Are You My Father? d'Ernest Lacy : rôle non spécifié
- 1904 : Le Dictateur (The Dictator) de Richard Harding Davis, production de Charles Frohman : Brook Travers
- 1904 : A Fool and His Money de George Broadhurst (en) : rôle non spécifié
- 1905 : On the Quiet (reprise de la pièce précitée), production de Charles Frohman : Robert Ridgeway
- 1906-1907 : Caught in the Rain de William Collier Sr. et Grant Stewart, production de Charles Frohman : Dick Crawford
- 1907 : Personal d'Eugene W. Presbrey : rôle non spécifié
- 1908-1909 : Le Patriote (The Patriot) de William Collier Sr. et J. Hartley Manners, production de Charles Frohman : Sir Augustus Plantagenet Armitage
- 1909 : Le Voyage d'agrément (The Man from Mexico), reprise de la pièce précitée : Benjamin Fitzhugh (+ metteur en scène)
- 1910 : A Lucky Star d'Anne Crawford Flexner, production de Charles Frohman : rôle non spécifié
- 1910 : The Girl He Couldn't Leave Behind Me de Gustav Kadelburg (metteur en scène et producteur)
- 1910-1911 : I'll Be Hanged If I Do de William Collier Sr. et Edgar Selwyn : Percival Kelly
- 1911 : Le Dictateur (The Dictator), reprise de la pièce précitée : Brook Travers
- 1911 : A Certain Party, comédie musicale, musique de Robert Hood Bowers, lyrics et livret d'Edgar Smith (metteur en scène)
- 1911-1912 : Take Me Advice de William Collier Sr. et James Montgomery : William Ogden
- 1912 : Hokey-Pokey, comédie musicale, musique de John Stromberg, A. Baldwin Sloane et William T. Francis, lyrics d'Edgar Smith et E. Ray Goetz, livret d'Edgar Smith : Josh Kidder
- 1912 : Bunty, Bull and Strings, comédie musicale, musique d'A. Baldwin Sloane et Irving Berlin, lyrics d'E. Ray Goetz, livret d'Edgar Smith : Tammas Biggar
- 1912-1913 : Never Say Die de William Collier Sr. et William H. Post : Dionysius Woodbury[3]
- 1913 : Who's Who de Richard Harding Davis, production de Charles Frohman : Lester Ford (+ metteur en scène)
- 1914 : A Little Water on the Side de William Collier Sr. et Grant Stewart : rôle non spécifié
- 1914-1915 : Hello, Broadway!, revue, musique, lyrics et sketches de George M. Cohan : Bill Shaverfam / le juge Reizenstein / l'innocent
- 1916-1917 : Nothing But the Truth, adaptation par James Montgomery du roman éponyme de Frederic S. Isham : rôle non spécifié
- 1918-1919 : Nothing But Lies d'Aaron Hoffman : George Washington Cross
- 1920 : The Hottentot de William Collier Sr. et Victor Mapes : Sam Harrington
- 1920 : George White's Scandals of 1920, revue, musique de George Gershwin, lyrics d'Arthur Jackson, sketches d'Andy Rice et George White, direction musicale d'Alfred Newman (metteur en scène)
- 1920-1921 : Tickle Me, comédie musicale, musique (et direction musicale) d'Herbert Stothart, lyrics et livret d'Oscar Hammerstein II, Otto Harbach et Frank Mandel, costumes de Charles Le Maire : rôle non spécifié (+ metteur en scène)
- 1920-1921 : Pitter Patter, comédie musicale, musique et lyrics de William B. Friedlander, livret de William M. Young (adaptation de la pièce Caught in the Rain précitée)
- 1921-1922 : Music Box Revue of 1921, revue, musique et lyrics d'Irving Berlin, sketches de William Collier Sr. et autres : rôles non spécifiés
- 1923 : Earl Carroll's Vanities of 1923, revue, musique, lyrics et sketches d'Earl Carroll (metteur en scène)
- 1923 : Nifties of 1923, revue, musique de Bert Kalmar, Frank Crumit et Raymond Hubbell, lyrics de Buddy DeSylva et autres, sketches de William Collier Sr. et Sam Bernard : rôles non spécifiés (+ metteur en scène)
- 1924 : Be Yourself, comédie musicale, musique de Lewis E. Gensler et Milton Schwarzwald, lyrics et livret de Marc Connelly, Ira Gershwin et George S. Kaufman (metteur en scène)
- 1926 : Sweetheart Time, comédie musicale, musique de Walter Donaldson et Joseph Meyer, lyrics de Ballard MacDonald et Irving Caesar, livret d'Harry B. Smith , costumes de Charles Le Maire (adaptation de la pièce Never Say Die précitée) (+ metteur en scène)
- 1926 : The Wild Rose, comédie musicale, musique de Rudolf Friml, lyrics et livret d'Oscar Hammerstein II et Otto Harbach, chorégraphie de Busby Berkeley, direction musicale d'Herbert Stothart : Gideon Holtz
- 1927 : Merry-Go-Round, comédie musicale, musique d'Henry Souvaine et Jay Gorney, lyrics et livret de Morrie Ryskind et Howard Dietz, mise en scène d'Alan Dinehart : rôle non spécifié

## Filmographie partielle

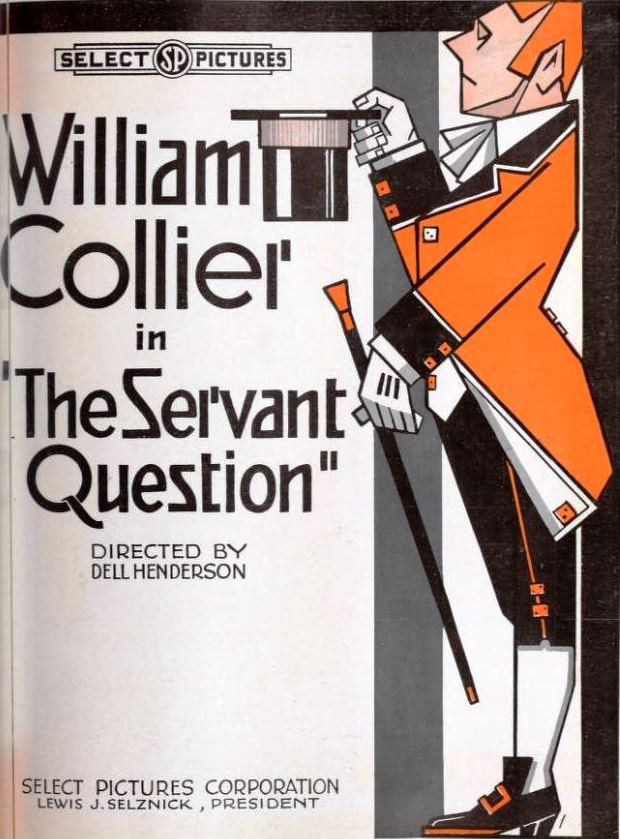
The Servant Question (1920) : Poster promotionnel

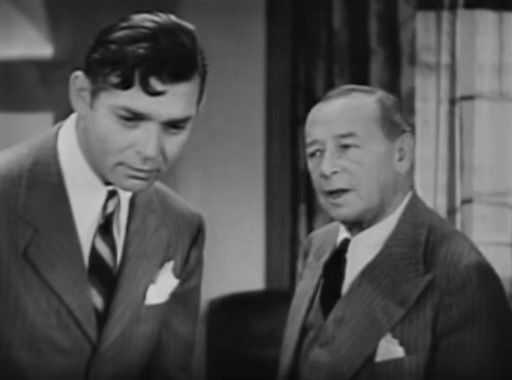
Avec Clark Gable (à g.), dans Caïn et Mabel (1936)

### Acteur
- 1915 : Fatty au théâtre (Fatty and the Broadway Stars) de Fatty Arbuckle (court métrage) : lui-même
- 1920 : The Servant Question (en) de Dell Henderson : le majordome
- 1929 : Happy Days de Benjamin Stoloff : un acteur à la fin du minstrel show
- 1930 : Up the River de John Ford : Pop (+ conseiller technique)
- 1930 : Le Metteur en scène (Free and Easy) d'Edward Sedgwick : le maître de cérémonies à la première
- 1930 : High Society Blues de David Butler
- 1931 : Le Corsaire de l'Atlantique (Seas Beneath) de John Ford : Mugs O'Flaherty (+ directeur de dialogues)
- 1931 : Annabelle's Affairs d'Alfred L. Werker : Wickham
- 1931 : The Brat de John Ford : le juge Emmett A. O'Flaherty
- 1932 : Hot Saturday de William A. Seiter : Harry Brock
- 1932 : After Tomorrow de Frank Borzage : Willie Taylor
- 1934 : A Successful Failure d'Arthur Lubin : Ellery Cushing / Oncle Dudley
- 1934 : All of Me de James Flood
- 1935 : La Double Vengeance (The Murder Man) de Tim Whelan : Pop Grey
- 1935 : Je veux me marier (The Bride Comes Home) de Wesley Ruggles : Alfred Desmereau
- 1935 : Soir de gloire (Annapolis Farewell) d'Alexander Hall
- 1936 : Caïn et Mabel (Cain and Mabel) de Lloyd Bacon : Pop Walters
- 1936 : L'Homme nu (Love on a Bet) de Leigh Jason
- 1936 : Le Rêve de sa vie (Give Us This Night) d'Alexander Hall
- 1936 : Valiant Is the Word for Carrie de Wesley Ruggles : Ed Moresby
- 1938 : Josette et compagnie (Josette) d'Allan Dwan : David Brassard Sr.
- 1939 : Le Gangster espion (Television Spy) d'Edward Dmytryk : James Llewellyn
- 1939 : Invitation au bonheur (Invitation to Happiness) de Wesley Ruggles : M. Wayne
- 1939 : Chirurgiens ou Le Souffle de la vie (Disputed Passage) de Frank Borzage : Dr William Cunningham
- 1941 : Magie musicale (en) (The Hard-Boiled Canary) d'Andrew L. Stone : Dr Joseph E. Maddy

### Autres fonctions
- 1929 : The Hottentot (en) de Roy Del Ruth (adaptation de sa pièce éponyme précitée)
- 1933 : Deux Femmes (Pilgrimage) de John Ford (directeur de dialogues)
- 1938 : Le Cavalier errant (Going Places) de Ray Enright (adaptation de sa pièce The Hottentot précitée)
- 1942 : La Glorieuse Parade (Yankee Doodle Dandy) de Michael Curtiz (conseiller technique)